# Prefektura Wakajama

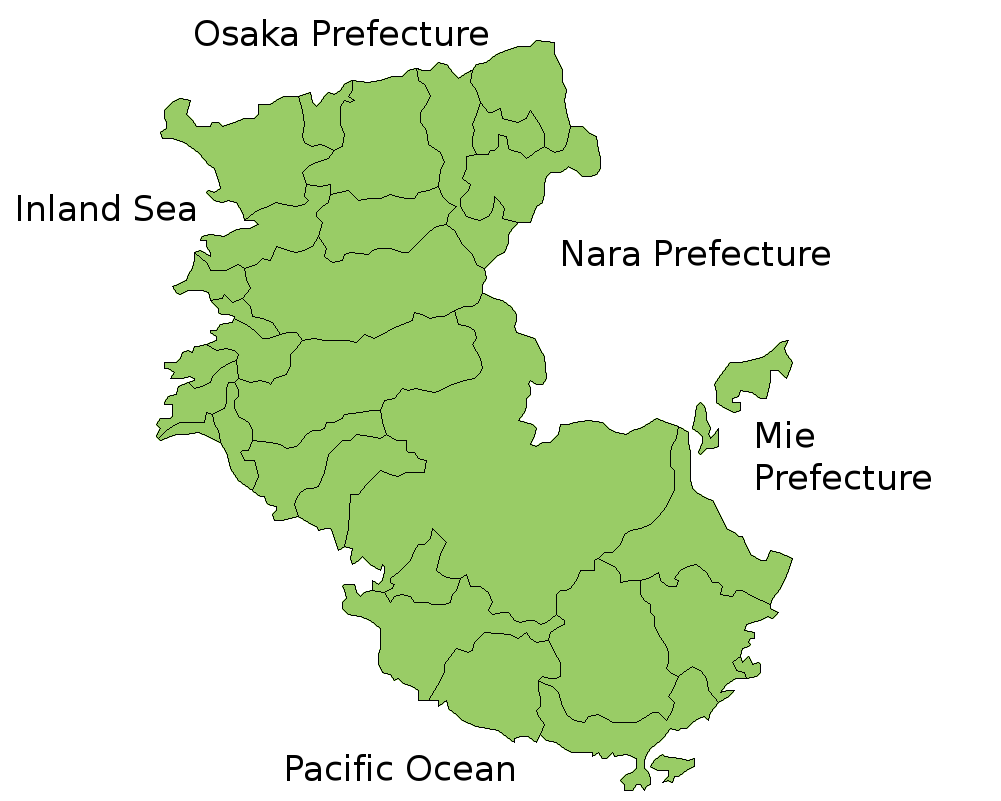
Mapa prefektury Wakajama

Prefektura Wakajama (japonsky 和歌山県, Wakajama-ken) je jednou ze 47 prefektur Japonska. Nachází se na poloostrově Kii na Honšú, v regionu Kansai. Hlavním městem je Wakajama.
Prefektura má rozlohu 4 726,29 km² a k 1. květnu 2013 měla 982 188 obyvatel.

## Geografie
S touto prefekturou sousedí na východě tři další prefektury, od severu k jihu to jsou: Prefektura Ósaka, Prefektura Nara a Prefektura Mie. Od severozápadu/západu omývá prefekturu Vnitřní moře, od západu a jihu Tichý oceán.

### Města
V prefektuře Wakajama leží 9 velkých měst (市, ši):
- Arida (有田)
- Gobó (御坊)
- Hašimoto (橋本)
- Iwade (岩出)
- Kainan (海南)
- Kinokawa (紀の川)
- Šingú (新宮)
- Tanabe (田辺)
- Wakajama (和歌山 hlavní město)

## Ekonomika
Prefektura Wakajama zásobí každý rok v říjnu většinu Japonska svou produkcí ovoce mikan.

## Zajímavosti
Na hoře Kója je ústředí buddhistické sekty šingon. Její okolí je významným poutním místem a turistickým magnetem.